# SN 2003le
SN 2003le – supernowa typu Ia odkryta 13 grudnia 2003 roku w galaktyce A010808+0027. W momencie odkrycia miała maksymalną jasność 22,70m.